# Roeboides affinis
Roeboides affinis är en fiskart som först beskrevs av Günther, 1868.  Roeboides affinis ingår i släktet Roeboides och familjen Characidae. IUCN kategoriserar arten globalt som livskraftig. Inga underarter finns listade i Catalogue of Life.